# Hårt sex
| "Hårt sex" |
| --- |
| - Betydelse – samlag med inslag av våld eller aggressioner - Exempel – rollek med maktförskjutning, rörelsebegränsning, slag, strypsex, hetsig penetration - Relaterade begrepp – hårdpornografi (möjlig inspirationskälla), vaniljsex (motsats) |

"Hårt sex" är en populär beskrivning av sex av hårt slag. Det kan ofta definieras som samlag med inslag av våld eller mer aggressivt beteende. Fenomenet anses ibland vara inspirerat av beteenden från pornografi och sätts ibland i motsats till "vaniljsex". Det motsvarar ofta handlingar som är vanliga inom BDSM-kulturen.

## Beskrivning och teorier
"Hårt sex" anses kunna inkludera handlingar som strypsex, erotiskt smiskande, spottande, örfilar, rörelsebegränsningar via rep, hårdragning eller fasthållning på annat sätt, liksom analsex eller aggressiv och hetsig vaginal penetration (engelska: jackhammer). Hetsig penetration med penis anses öka den positiva stimuleringen av penisollonet, men någon generell motsvarande positiv stimulering av kvinnan tros inte finnas.
De våldsamma eller aggressiva praktiker som förknippas med begreppet "hårt sex" motsvarar ofta handlingar som utförs inom BDSM-kulturen. Där är samtycke och noggranna förberedelser normen på grund av den ökade skaderisken i samband med vissa handlingar. I den offentliga debatten definieras ofta samtyckt våld som något annat än våld, utifrån föreställningen om våld som något per definition negativt – exempel: våld i nära relationer eller det omdiskuterade fenomenet våldspornografi. 
"Hårt sex" brukar förknippas med aggressivt beteende, men forskningen på området har nått olika slutsatser. Nyare forskning publicerad 2022 (och baserad på en enkät bland universitetsstudenter) antyder att en preferens för "hårt sex" snarare skulle kunna relateras till ett intresse för variation och "nyhetens behag". Kvinnors intresse för denna typ av sexuell aktivitet kan också vara kopplad till ett intresse för uppvisande av manlig styrka och självsäkerhet, liksom en egen sexuell självsäkerhet.
Våldsamt eller "hårt" sex kan även tolkas av hjärnan som upphetsning, på grund av tillströmningen i kroppen av adrenalin och endorfin. Undersökningen från 2022 antydde att "hårt sex" snabbare kunde leda till (kvinnlig) orgasm, liksom att kvinnor nästan lika ofta som män initierade dessa handlingar. Även ett intresse för pornografi och sexleksaker hade enligt studien kopplingar till intresset för nya sexuella aktiviteter; kvinnors – jämfört med mäns – större intresse för våldspornografi kan vara kopplat till ett behov av att minska "orgasmglappet".

## Utveckling och debatt

Gayle Rubins sexhierarki, med vaniljsex som del av den inre, "tjusade cirkeln" – kontrasterad mot "the outer limits" (de yttre gränserna) med "S/M" som exempel på "hårt sex".

Olika typer av "hårt sex" har utövats i sexuella sammanhang långt före modern tid, och från antikens Grekland och Rom finns många exempel på sådant som senare kristna författare beskrivit som "sedeslöst" liv. Under 2010- och 2020-talet har en del bedömare dock sett den sexuella revolutionen, "hårt sex", hookup-kultur och pornografi som hinder för jämställdhetsarbetet i samhället.
I Sverige har fenomenet "hårt sex" under 2010- och 2020-talen debatterats utifrån att det skulle vara en skadlig sexuell praktik, med stor risk för att förorsaka underlivsskador. I debatten har dock många andra möjliga orsaker till rapporterade underlivsskador hos unga kvinnor lyfts fram. Begreppet har även setts som del av en kultur där män dominerar i sängen och riskerar att förgripa sig på sina sexuella partners. Diskussionen har i bland annat vissa SVT-produktioner fokuserats på relationen mellan övergrepp, skador och porrkonsumtion, på ett enligt en del kritiker ibland mycket förenklat, sensationalistiskt och närmast oetiskt vis.
Negativ inspiration har där ofta ansetts komma från den vitt spridda pornografin, där manlig dominans är vanligt förekommande och skådespelarnas förberedelser sällan framgår av inspelningarna. Fler män än kvinnor är porrkonsumenter, men den populära mainstreampornografins innehåll når också många kvinnor via pojkvänner, tillfälliga sexualpartners eller egen konsumtion. Brist på kommunikation och traditionella könsroller har också setts som bidragande orsaker. Skadlig påverkan på ungdomar från pornografin har också lyfts fram i en liknande debatt i bland annat Storbritannien, där påverkan från Femtio nyanser-böckerna också varit debatterad. Ett antal domstolsfall där sexuell misshandel försvarats som "hårt sex" har också uppmärksammats internationellt.
"Hårt sex" sätts ofta i motsats till "vaniljsex" (ofta uttryckt via engelskans vanilla), en mer konventionell och försiktig sexuell praktik som anses mindre riskfylld. Vaniljsex kan i vissa sammanhang kopplas samman med begrepp som 'tråkig' eller 'dålig' – särskilt inom den ofta experimerande och spänningssökande ungdomskulturen. Att inte vilja utforska sexuella och andra gränser har länge setts som tråkigt inom ungdomskulturen, där gränsöverskridanden ofta är förknippade med hög status. Skillnaden anses vara att spridningen av experimenterande och gränsöverskridande företeelser sprids mycket snabbare i en modern ungdomskultur, där många tar intryck av trender på Tiktok, andra sociala medier och en stor mängd sexskildringar i ungdomsserier på Netflix. I moderna ungdomsrelationer finns ofta en förväntan på att pojkar/unga män ska vara dominanta under samlag. En del forskningsstudier menar också att den moderna kvinnliga emancipationen kan vara direkt kopplad till ett större kvinnligt intresse för olika sexuella uttryck – inklusive olika slags "hårt sex".
De båda uttrycken "hårt sex" och "vaniljsex" används ofta som negativa benämningar, där det förstnämnda anses vara farligt och det sistnämnda tråkigt. I praktiken navigerar de flesta i sin sexuella praktik någonstans emellan de ytterligheter som antas prägla de båda begreppen. En undersökning bland 5 000 amerikanska universitetsstudenter publicerad 2018 angav att hälften av dem ägnade sig åt "hårt sex" åtminstone ibland.

## I populärkulturen
Fenomenet "hårt sex" är kontroversiellt men kan syfta både på positivt utforskande i det sexuella samspelet och på ett utnyttjande av en intim situation. Begreppets synlighet i senare års offentliga debatt har gjort att fenomenet omnämnts eller antytts på många ställen i populärkulturen. Inom den svenska musiken har den synts i låtar som "Dunka mig gul och blå" och "Strypsex i ditt garage". Fenomenets koppling till farlig men lockande makt är temat i Daniela Rathanas låt "Ansikte", vars skämtsamt formulerade text kritiserats i stora medier. Många internationella artister har inkluderat mer eller mindre tydliga antydningar till okonventionellt sex i sina låttexter, inklusive Madonna, Rihanna, Miley Cyrus och Cardi B.